# Kevin Connolly
Kevin Connolly (Patchogue, Nueva York, 5 de marzo de 1974) es un actor y director estadounidense, conocido por su papel en la serie Entourage como Eric Murphy y por su papel como Ryan Malloy en Unhappily Ever After.

## Carrera
Es hijo de Eileen J.McMahon y John Connolly. De ascendencia irlandesa, comenzó su carrera a los seis años apareciendo en anuncios de televisión. En 1990, obtuvo su primer papel cinematográfico, como Chickie, en Rocky V. Dos años después, Connolly fue elegido para hacer el papel de Shaun Kelly en la adaptación cinematográfica de la novela de Myron LeVoy Alan y Naomi, y coprotagonizó la poco exitosa serie de la Fox Great Scott!. Sin embargo, su participación en esta serie le hizo valer una nominación para los Young Artist Awards al mejor actor joven coprotagonista en una serie de televisión. Él interpretó posteriormente a Dabney Coleman hijo en la película de 1993 !The Beverly Hillbillies!. Connolly continuó como estrella invitada en programas de televisión incluyendo Wings, Getting By y el drama médico ER.
Desde 1995 hasta 1996, Connolly protagonizó Don's Plum junto a los que posteriormente serían sus amigos y colaboradores: Tobey Maguire y Leonardo DiCaprio. Ese mismo año, consiguió el papel de Ryan Malloy en la comedia Infelices para siempre. Esta misma serie también marcó el debut de Connolly como director, dirigiendo seis episodios en su cuarta temporada. En 2007, Connolly hizo su debut en el cine como director de la película Gardener of Eden, que se estrenó en abril de 2007 en el Festival de Cine de Tribeca.
Además de los trabajos para la televisión, Connolly ha participado en varias películas importantes como Antwone Fisher, John Q, y The Notebook. En agosto de 2007, interpretó a un personaje secundario en He's Just Not That Into You, que fue proyectado en 2009. Connolly fue elegido para interpretar al músico de jazz Benny Goodman en una película que se extrenará próximamente. La película, ambientada en la década de 1930, se centró en una de las primeras bandas interraciales de la época. En esta película participaron artistas de la talla de Nick Cannon, Brandon Routh y el rapero Ludacris.
En octubre de 2008, Connolly fue contratado para dirigir su primer video musical para el artista de rap del multiplatino The Game, junto al artista de R&B Ne-Yo. El video es para la canción "Camera Phone" del álbum de The Game LAX.
Es uno de los protagonistas de la popular serie televisiva Entourage, que finalizó en 2011.

## Vida personal
En 2020, una diseñadora acusó a Connolly de asalto sexual en la fiesta para celebrar el final del rodaje de la película de 2005 Gardener of Eden, que él dirigió. A través de su abogado, negó las acusaciones y dijo que el encuentro fue consentido. El 11 de enero de 2021 se informó que estaba esperando su primer hijo con la actriz Zulay Henao. Se anunció el nacimiento de su hija en junio de 2021.

## Filmografía
| Año       | Título                      | Personaje       | Notas             |
| --------- | --------------------------- | --------------- | ----------------- |
| 1992      | ¡El gran Scott!             | Larry O'Donnell | 13 episodios      |
| 1993      | Los Beverly Hillibilles     | Morgan Drysdale | $57.405.220 mill. |
| 1995-1999 | Infelices para siempre      | Ryan Malloy     | 100 episodios     |
| 2002      | John Q                      | Steve           |                   |
| 2004      | The Notebook (película)     | Fin             |                   |
| 2004-2011 | El séquito                  | Eric Murphy     | 96 episodios      |
| 2009      | He's Just Not That Into You | Conor Barry     |                   |
| 2009      | The Ugly Truth              | Jim             |                   |
| 2015      | El séquito                  | Eric Murphy     | $49.263.404 mill. |
| 2016      | Pitch                       | Charlie Graham  | 5 episodios       |